# Корибан
Корибан е измислена планета от света на Междузвездни войни.
Корибан е пустинна планета със седем луни в системата Хоръсет във Външния Пръстен. Хилядолетия Корибан останал неоткрит в Непознатите Региони извън пределите на Старата Република. След Великия Разкол и изгонването на отдадените на Тъмната страна джедаи от Републиката, те накрая попаднали на Корибан, установили се там и станали господари на силоусещащата ситска раса. Корибан станал първата столица на Ситската Империя (по-късно тя била преместена на Зиост), а ситите и Републиката за много хилядолетия нямали контакт. Накрая по случайност звездните пътешественици Гев и Джорай Дарагон открили планетата и това предизвикало атаката на Тъмния Лорд Нага Садоу над Републиката и последвалата Велика Хиперпространствена Война. В последвалите времена Корибан бил изоставен и се превърнал в огромно гробище, където в Долината на Ситските Лордове били разположени гробниците на древните властелини. През Джедайската Гражданска Война ситите отново дошли на Корибан и установили там своята колония Дрешдай, както и ситска академия. Заради многовековното присъствие на ситите Корибан станал пропит с Тъмната страна на Силата и това се отразило на местната фауна. Из каменистата пустош и пещерите бродели изкривени от мрака създания като терентатеци, ту'ката и хсиси (тъмни дракони). В някои от гробниците все още витаели духовете на погребаните владетели.
Този далечен, забравен, завладяващ и кипящ от Тъмна енергия и ехтящ с шепота на хиляди духове свят, понастоящем гробно място на древната Империя на ситите, дълги години е бил свещено място на древния Орден на Сит. Единствената планета със седем естествени спътника в системата Хорусет, съществуването ѝ е било непознато за Старата Република до възхода на Тъмния лорд Нага Садоу.
Именно на Корибан пристигат Тъмните джедаи след Големия разкол. Населяващата планетата местна раса се наричала Сит, относително неразвити същества. Тъмните джедаи изумили ситите със своята мощ в Силата и скоро получили богоподобен статус, превръщайки се в господари, или „лордове“ на Сит. Годините на генетично кръстосване между пришълците и местното население най-накрая казали своето и двата вида се превърнали в един.
Корибан е мрачен свят, който, под покрова на ситската магия, става още по-мистичен и опасен. Ситските лордове издигали огромни палати и погребални комплекси в чест както на своите най-издигнати адепти, така и на своите загинали събратя. Когато Тъмен лорд умирал, тялото му бивало погребвано с голяма церемония в Долината на Тъмните лордове. След разпада на ситската империя планетата до голяма степен загубва своята известност. Екзар Кун, воден от духа на Фрийдън Над, посещава Корибан в търсене на тайните магически текстове на древните лордове. Планетата бива за кратко населена по време на господството на Дарт Малак, когато възниква Дрешдей (считан за столица по време на Великата ситска война) и Ситската Академия. След смъртта на Тъмния лорд от ръцете на Реван обаче, Орденът на Сит се разпада, въвлечен в междуособни войни, и Корибан за пореден път бива изоставен.
Седем години след смъртта си при битката на Ендор, Император Палпатин, възкресен от древните ситски лордове като безумно въплъщение на Тъмната страна на Силата, посещава Корибан за последен път в напразните си усилия да спре разлагането на своето последно клонирано тяло.